# Cladonia hypoxanthoides
Cladonia hypoxanthoides är en lavart som beskrevs av Vain. Cladonia hypoxanthoides ingår i släktet Cladonia och familjen Cladoniaceae.   Inga underarter finns listade i Catalogue of Life.